# Allison Danzig

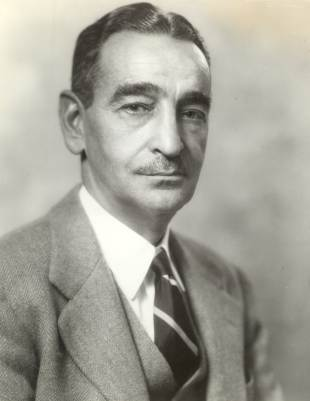
Allison Danzig

Allison Danzig (* 27. Februar 1898 in Waco, Texas; † 27. Januar 1987 in New Jersey) war ein US-amerikanischer Sportjournalist bei der New York Times.

## Biographie
Danzig wurde in Waco (Texas) geboren, wuchs aber in Albany (New York) auf. Nach dem Abschluss an der Cornell University 1921 wurde er neben E.B. White Co-Herausgeber bei der Zeitung The Cornell Daily Sun. 1923 kam er zur New York Times, bei der er bis zu seiner Pensionierung 1967 blieb. Bevor er Sportjournalist wurde, schrieb er Nachrufe und sollte eigentlich Auslandskorrespondent werden.
Bekannt wurde Allison Danzig für die langjährige Berichterstattung rund um den Tennissport (1927–1967). Für diese Leistung wurde er 1968 als erster Journalist in die International Tennis Hall of Fame aufgenommen.